# 阿尔法法拉
阿尔法法拉，是西班牙巴伦西亚自治区阿利坎特省的一个市镇。总面积20km2，总人口418人（2001年），人口密度21人/km2。